# 라무네빛 청춘
<라무네빛 청춘> (ラムネ色 青春)은 765PRO ALLSTARS의 곡이다. BNGI가 작사, 타나카 히데카즈가 작곡을 다루었다. 765PRO ALLSTARS의 6번째 싱글로, 2014년 6월 18일에 일본 컬럼비아에서 발매되었다.

## 개요
본 곡은 극장판 <THE IDOLM@STER MOVIE 빛의 저편에!>의 삽입곡으로 사용되었다.
커플링곡인 <기다리는 프린스 (M@STER VERSION)>는 리듬 액션 게임 <THE IDOLM@STER SHINY TV>용으로 만들어진 곡의 풀 버전이다.
초회 한정판 음반에는 극장용 및 이 패키지용으로서 5.1ch로 믹스된 <라무네빛 청춘>을 포함해 전 4곡이 수록된 Blu-ray Disc Audio가 부속된다.

## 수록곡
이 CD가 첫수록인 곡은 굵은 글씨로 표기한다.

### CD
1. 라무네빛 청춘
노래: 765PRO ALLSTARS[1]
작사: BNGI (모모키에이지), 작곡·편곡: 타나카 히데카즈 (MONACA)
2. 기다리는 프린스 (M@STER VERSION)
노래: 타카츠키 야요이 (니고 마야코), 키쿠치 마코토 (히라타 히로미), 미나세 이오리 (쿠기미야 리에)
작사·작곡·편곡: BNSI (사토 타카후미)
3. 보너스 드라마~합숙편~
4. 라무네빛 청춘 (오리지널 가라오케)
5. 기다리는 프린스 (M@STER VERSION) (오리지널 가라오케)

### Blu-ray Disc Audio
초회 한정판 특전.
1. 라무네빛 청춘
노래: 765PRO ALLSTARS[1]
작사: BNGI (모모키에이지), 작곡·편곡: 타나카 히데카즈 (MONACA)
2. 기다리는 프린스 (M@STER VERSION)
노래: 타카츠키 야요이 (니고 마야코), 키쿠치 마코토 (히라타 히로미), 미나세 이오리 (쿠기미야 리에)
작사·작곡·편곡: BNSI (사토 타카후미)
3. READY!! (M@STER VERSION)
노래: 765PRO ALLSTARS[1]
작사: yura, 작곡·편곡: 고사키 사토루
4. 자신 REST@RT(M@STER VERSION)
노래: 아마미 하루카 (나카무라 에리코), 호시이 미키 (하세가와 아키코), 키사라기 치하야 (이마이 아사미), 타카츠키 야요이 (니고 마야코), 하기와라 유키호 (아사쿠라 아즈미), 키쿠치 마코토 (히라타 히로미), 후타미 마미 (시모다 아사미), 시죠 타카네 (하라 유미), 가나하 히비키 (누마쿠라 마나미)
작사: 사사키 히로토, 작곡·편곡: 타나카 히데카즈